# Eurytoma nelsonia
Eurytoma nelsonia är en stekelart som beskrevs av Girault 1915. Eurytoma nelsonia ingår i släktet Eurytoma och familjen kragglanssteklar. Inga underarter finns listade i Catalogue of Life.